# Chevrolet G-506 1½t 4×4
Der Chevrolet 1½t 4×4-Truck ist ein mittlerer, geländegängiger Lastkraftwagen der Chevrolet Motor Division des Unternehmens General Motors, der ab 1940 bis zum Ende des Zweiten Weltkrieges in sehr großen Stückzahlen gebaut wurde. Seine erweiterte Benennung, G-506, richtet sich nach dem US Army Ordnance Corps Supply Catalog.
Besondere Bedeutung erlangte dieses Fahrzeug aufgrund der hohen Produktionszahl, durch die er im Zweiten Weltkrieg bis in den Koreakrieg sehr weite Verbreitung bei den amerikanischen und sowjetischen Streitkräften fand.

## Entwicklung
Nachdem in Deutschland nach der Machtergreifung der Nationalsozialisten die lange von der Reichswehr vorbereitete Wiederaufrüstung begann und Hitler außenpolitisch äußerst aggressiv vorging, war ab Mitte der 1930er Jahre absehbar, dass es in Europa wieder zu einem großen Krieg kommen könnte. Die amerikanische Rüstungsindustrie bereitete sich entsprechend vor, auch wenn die Politik der Vereinigten Staaten unter Roosevelt auf Neutralität ausgerichtet war.
Das Quartermaster Corps hatte schon vor Kriegsbeginn die Entscheidung getroffen, eine Standardisierung bei Versorgungsfahrzeuge der US-Streitkräfte durchzuführen. Hieraus ergaben sich fünf Nutzlastklassen mit nunmehr ½t-, 1½t-, 2½t- 4t- und 7½t-Fahrzeuge. Damit wurde die ein Bedarf für Allradfahrzeuge in der ½t-Klasse neu geschaffen, der bis dahin nicht existiert hatte. Im zivilen Umfeld wurde dieser Nischenmarkt bis zu diesem Zeitpunkt praktisch von Ford-Marmon-Herrington besetzt. Im Juni 1940 hatte das Quartermaster Corps sich für folgende Lieferanten entschieden Dodge 1½t-Klasse (4×4), GMC 2½t-Klasse (CCKW 6×6) und Mack 6t-Klasse (6×6). Doch auch wenn man sich eigentliche für die ½t-Klasse für einen Marmon-Herrington-Ford entschieden hatte, gab man Mitte 1940 den großen Auftrag für die Light-Duty-Allradfahrzeuge in der Halbtonnen-Klasse an Dodge. Dodge hatte damit erfolgreich den von GMC vorgestellten ACK-101 und einen zu teuren Marmon-Herrington in der ½t-Klasse und auch die Wettbewerber der 1½t-Klasse verdrängt und erhielt den größten Regierungsauftrag des Sommers 1940 für mehr als 14.000 Fahrzeuge. Ein wichtiger Grund war, dass die GMC-Tochter Chevrolet im Sommer 1940 mit den 1½t-Entwürfen noch nicht für eine groß skalierte Produktion bereit war.
Der immense Bedarf an Produktionskapazitäten und der Wunsch der Wettbewerber die Streitkräfte zu beliefern führte dazu, dass auch Corbit, Federal, GMC, Reo und Studebaker im Jahr 1941 entsprechende Prototypen vorstellten. Inzwischen verfügte Chevrolet über andere Produktionsmöglichkeiten und im Jahr 1940 war die Entscheidung zugunsten des GMC CCKK 6×6-Allrad-Lastkraftwagen in der 2,5-Tonnen-Klasse bereits getroffen und viele Baugruppen, wie die Fahrerkabine konnten künftig für beide Fahrzeugtypen genutzt werden.
Das erste Modell des 1½t-Allradtruck bekam die Bezeichnung G-4100.

## Technische Beschreibung

### Motor und Antrieb
GMC baute die neuen militärischen Lastkraftwagen mit einem seinerzeit konventionellen Ottomotor und vielen aus der zivilen Fahrzeugtechnik bewährten Baugruppen, was sich später durch die Zuverlässigkeit im Einsatz als vorteilhaft erwies.
Der für die Fahrzeuge der Standardisierung G-506 verwendete Chevrolet BV-1001-UP, war ein konventioneller Sechszylinder-Reihenmotor mit einem Hubraum von 3,8 Liter. Er entwickelte ein Drehmoment von 249 N·m bei 1000/min. Im Grunde war es eine verkleinerte Version des im GMC CCKW verwendeten Motors.

### Fahrgestell
Das Fahrgestell basierte auf einem Leiterrahmen bei dem die angetriebenen Achsen mit Blattfedern versehen waren. Es wurden die von General Motors entwickelten Banjo-Achsen verwendet, die später auch im CCKW verwendet wurden. Das Fahrzeuge hatte je nach Ausführung drei verschiedene Radstände, entweder 3,18 m, 3,68 m oder 4,44 m. Alle Fahrzeuge verfügten über hydraulische Bremsen und Zwillingsreifen auf der Hinterachse.

## Produktion
Aufgrund der nach dem Krieg in den Statistiken zu findenden Produktionszahlen der leichten 4×4-Lastkraftwagen, geht man davon aus, dass Chevrolet der G-506-Klasse 154.204-mal gefertigt wurden. Ein großer Anteil dieser Fahrzeuge wurde im Rahmen von Lend-Lease an die Sowjetunion geliefert. Es dürften etwa 47.700 Fahrzeuge dieses Typs gewesen sein.